# Joseph Guinard (homme politique, 1770-1839)
Pour les articles homonymes, voir Joseph Guinard et Guinard.
Joseph Guinard est un homme politique français, né à Villepreux (Seine-et-Oise) le 9 avril 1770 et mort à Villepreux le 10 septembre 1839.
Il exerça en Belgique, sous la domination française, les fonctions d'administrateur du département de la Lys. Élu, le 23 germinal an VII, député de ce département au Conseil des Cinq-Cents, il adhéra au coup d'État de brumaire, fut nommé, le 4 nivôse au VIII, membre du Tribunat, et devint, le 5 germinal an XII, directeur des droits réunis du département du Nord.
Il est le père de Joseph Guinard, député à l'Assemblée constituante de 1848.

## Source
- « Joseph Guinard (homme politique, 1770-1839) », dans Adolphe Robert et Gaston Cougny, Dictionnaire des parlementaires français, Edgar Bourloton, 1889-1891 [détail de l’édition]